# Брезовице (Крупањ)
Брезовице је насеље у Србији у општини Крупањ у Мачванском округу. Према попису из 2022. било је 584 становника.

## Демографија
У насељу Брезовице живи 767 пунолетних становника, а просечна старост становништва износи 42,1 година (40,7 код мушкараца и 43,5 код жена). У насељу има 307 домаћинстава, а просечан број чланова по домаћинству је 3,14. (према попису из 2011. године)
Ово насеље је великим делом насељено Србима (према попису из 2002. године)
|  |

| Демографија | Демографија | Демографија |
| Година      | Становника  | Становника  |
| ----------- | ----------- | ----------- |
| 1948.       | 1.631       |             |
| 1953.       | 1.677       |             |
| 1961.       | 1.520       |             |
| 1971.       | 1.362       |             |
| 1981.       | 1.186       |             |
| 1991.       | 1.066       | 1.057       |
| 2002.       | 964         | 975         |
| 2011.       | 775         |             |
| 2022.       | 584         |             |

| Етнички састав према попису из 2002.‍ | Етнички састав према попису из 2002.‍ | Етнички састав према попису из 2002.‍ | Етнички састав према попису из 2002.‍ | Етнички састав према попису из 2002.‍ |
| ------------------------------------ | ------------------------------------ | ------------------------------------ | ------------------------------------ | ------------------------------------ |
|                                      |                                      |                                      |                                      |                                      |
| Срби                                 | Срби                                 |                                      | 961                                  | 99,68%                               |
| непознато                            | непознато                            |                                      | 2                                    | 0,20%                                |

| Година пописа     | 1948. | 1953. | 1961. | 1971. | 1981. | 1991. | 2002. |
| ----------------- | ----- | ----- | ----- | ----- | ----- | ----- | ----- |
| Број домаћинстава | 253   | 264   | 277   | 285   | 295   | 302   | 307   |

| Број чланова      | 1  | 2  | 3  | 4  | 5  | 6  | 7  | 8 | 9 | 10 и више | Просек |
| ----------------- | -- | -- | -- | -- | -- | -- | -- | - | - | --------- | ------ |
| Број домаћинстава | 66 | 85 | 39 | 55 | 20 | 22 | 10 | 6 | 1 | 3         | 3,14   |

| Пол    | Укупно | Неожењен/Неудата | Ожењен/Удата | Удовац/Удовица | Разведен/Разведена | Непознато |
| ------ | ------ | ---------------- | ------------ | -------------- | ------------------ | --------- |
| Мушки  | 404    | 97               | 271          | 26             | 8                  | 2         |
| Женски | 396    | 46               | 275          | 66             | 8                  | 1         |
| УКУПНО | 800    | 143              | 546          | 92             | 16                 | 3         |

| Пол    | Укупно                    | Пољопривреда, лов и шумарство | Рибарство                            | Вађење руде и камена | Прерађивачка индустрија       |
| ------ | ------------------------- | ----------------------------- | ------------------------------------ | -------------------- | ----------------------------- |
| Мушки  | 227                       | 116                           | 0                                    | 9                    | 23                            |
| Женски | 128                       | 96                            | 0                                    | 0                    | 16                            |
| УКУПНО | 355                       | 212                           | 0                                    | 9                    | 39                            |
| Пол    | Производња и снабдевање   | Грађевинарство                | Трговина                             | Хотели и ресторани   | Саобраћај, складиштење и везе |
| Мушки  | 3                         | 46                            | 9                                    | 2                    | 6                             |
| Женски | 1                         | 0                             | 7                                    | 2                    | 0                             |
| УКУПНО | 4                         | 46                            | 16                                   | 4                    | 6                             |
| Пол    | Финансијско посредовање   | Некретнине                    | Државна управа и одбрана             | Образовање           | Здравствени и социјални рад   |
| Мушки  | 0                         | 3                             | 5                                    | 2                    | 2                             |
| Женски | 0                         | 1                             | 0                                    | 2                    | 3                             |
| УКУПНО | 0                         | 4                             | 5                                    | 4                    | 5                             |
| Пол    | Остале услужне активности | Приватна домаћинства          | Екстериторијалне организације и тела | Непознато            | Непознато                     |
| Мушки  | 1                         | 0                             | 0                                    | 0                    | 0                             |
| Женски | 0                         | 0                             | 0                                    | 0                    | 0                             |
| УКУПНО | 1                         | 0                             | 0                                    | 0                    | 0                             |